# 金明植
金 明植（キム・ミョンシク、1890年9月26日 - 1943年4月11日）は、朝鮮の独立運動家で、後に親日派へ転向した人物として知られている。号は松山（ソンサン、송산）。

## 略歴
済州島の名家に生まれる。日本へ留学して早稲田大学を卒業し、留学中にアジア地域の被圧迫国家の青年達によって構成された秘密結社である新亜同盟団で活動した。新亜同盟団は以後社会革命党に改編され、帰国した金明植は社会革命党と上海派高麗共産党において活動し、労働運動団体である朝鮮労働共済会の創立に参加した。
上海派は民族主義勢力との広範囲な連帯をはかる統一戦線路線を歩んだが、1922年に金允植が死去した際、金允植の社会葬を推進した張徳秀の右派とこれに反対した金明植や兪鎮煕の左派が対立し、分離することとなった。東亜日報の記者だった金明植は上海派左派を率いてキリスト教青年勢力と合作して新生活社を設立し、社会主義大衆雑誌“新生活”を発行した。社長には三・一独立運動の際に民族代表33人に名を連ねた一人である朴煕道が就任し、金明植は主筆となった。朴煕道ものちに転向者となった。
1922年11月に発生した新生活筆禍事件で逮捕された金明植は、懲役2年の刑を言い渡されたが、咸興刑務所で服役している最中健康状態が悪化し、1923年に出獄した。
1927年に、左右合作に結成された民族運動団体である新幹会の済州支会長に就任し、1930年には大阪市で労働運動を指導した容疑により収監されたことがある。
以降は親日に転向し、1939年4月には朴煕道らとともに「内鮮一体の具現に対する日本精神昂揚の修養道場」となることを目的とした日本語雑誌『東洋之光』を創刊するなど、積極的に日本統治に協力した。

## 死後の評価
死後の1999年に、大韓民国政府から建国勲章愛族章が授与されたが、民族問題研究所が2008年に発表した、親日派リストの教育・学術分野において選定された。